# حملات ۱۳۹۶ تهران
حملات ۱۳۹۶ تهران به مجموعه حمله‌های داعش به ساختمان مجلس شورای اسلامی و آرامگاه سید روح‌الله خمینی در ۱۷ خرداد ۱۳۹۶ (۷ ژوئن ۲۰۱۷ میلادی) در تهران اشاره دارد که در نتیجهٔ آن ۲۲ نفر (۱۷ قربانی و ۵ مهاجم) کشته و دست‌کم ۵۲ نفر زخمی شدند. این حمله‌ها حدود ساعت ۱۰:۳۰ با حمله به ساختمان مجلس آغاز شد. گروه دوم حدود ساعت ۱۰:۴۰ وارد حرم سید روح‌الله خمینی شدند. این حمله‌ها نخستین حملهٔ داعش در خاک ایران بود و نخستین حملهٔ تروریستی در تهران در بیش از یک دهه و نخستین حملهٔ بزرگ در کشور ایران از زمان بمب‌گذاری ۱۳۸۹ در زاهدان محسوب می‌شود. در این عملیات نیروهای ارتش، سپاه پاسداران انقلاب اسلامی، ناجا و نیروهای امنیتی لباس شخصی به مقابله با افراد مسلح که ایرانی‌های عضو داعش بودند، پرداختند و سرانجام یک گروه از تکاوران تیپ ۶۵ نوهد ارتش حمله‌کنندگان را کشتند. تاکنون بیش از ۴۱ نفر در جریان این حملات بازداشت شده‌اند. سپاه پاسداران ایران برای انتقام این حملات در ۱۹ ژوئن ۲۰۱۷ مواضع داعش در استان دیر الزور، واقع در شرق سوریه را هدف حملهٔ موشکی قرار داد.

## پیش‌زمینه
ایران از زمان انقلاب ۱۳۵۷ تاکنون ادعای نمایندگی شیعیان در جهان را می‌کند. بخشی از اهل سنت تقسیم‌بندی مسلمانان و همچنین شیعیان را به رسمیت نمی‌شناسند. ایران در همین حال از رئیس‌جمهور سوریه بشار اسد در جنگ داخلی سوریه پشتیبانی می‌کند و از اینرو از سوی برخی از کشورهای سنی‌نشین عرب به صورت دشمن دیده می‌شود. داعش که یک گروه بنیادگرای وهابی از اسلام سنی است با نیروی قدس سپاه پاسداران انقلاب اسلامی در خاک سوریه در حال جنگ می‌باشد. نیروهای ایران همچنین در نبرد موصل در عراق حضور داشتند. در مارس ۲۰۱۷ داعش در ویدئویی به زبان فارسی تهدید به حمله به ایران کرده بود و اینکه آن را «به ملت‌های سنی دیگر پس خواهد داد». به گزارش بی‌بی‌سی چند ماه پیش از این حمله پروپاگاندای داعش به زبان فارسی افزایش یافته بود تا توجه اقلیت ایرانی‌های سنی را به خود جلب کند. محمود علوی وزیر اطلاعات ایران بیان کرد که در سال ۲۰۱۷ به بیش از ۱٬۵۰۰ نفر از جوانان کشور اجازهٔ سفر به مناطق تحت کنترل داعش داده نشد. دولت ایران چندین سال است که با نیروهای زمینی خود درگیر جنگ علیه داعش در خاک سوریه و عراق است. علی‌رغم آن داعش هیچ حملهٔ موفقی در ایران انجام نداده بود و دارای پشتیبانی بسیار کمی در این کشور عمدتاً شیعه است. با این‌حال در ماه‌های اخیر، این گروه تلاش برای تبلیغات به زبان فارسی برای هدف قراردادن برخی از اقلیت ناراضی سنی ایران کرده است.
حسن روحانی رئیس‌جمهور وقت تأکید بر حقوق بیشتر برای اقلیت‌ها، از جمله اهل سنت در ایران کرده‌بود. با این حال، مناطقی مانند استان سیستان و بلوچستان شاهد درگیری‌های مداوم از جمله ترور توسط شبه‌نظامیان افراطی سنی بوده است. محمود علوی وزیر اطلاعات وقت ایران بیان کرده که فقط در دو سال گذشته «صد توطئهٔ تروریستی» در ایران خنثی شده است. محمد بن سلمان آل سعود معاون ولیعهد عربستان در اردیبهشت سال ۱۳۹۶ ایران را به قصد داشتن در کنترل گرفتن مکه، مقدس‌ترین شهر اسلامی متهم کرده‌بود و تهدید کرده بود «ما صبر نمی‌کنیم تا جنگ به عربستان سعودی برسد. به جای آن ما سعی می‌کنیم که نبرد برای آن‌ها در ایران باشد، نه در عربستان سعودی». این سخنان از سوی جواد ظریف وزیر امور خارجه محکوم شده‌بود.
در تاریخ بیست‌ویکم ماه مه «ابو محمد عدنانی»، سخنگوی داعش در شبکهٔ اجتماعی توئیتر نوشت: «مهیا شوید، آماده باشید!»، طولی نکشید که بمبگذاری‌های منچستر و لندن به وقوع پیوست. با پایان یافتن حملات پایتخت انگلستان این گروه موفقیت خود را در شبکه‌های اجتماعی جشن گرفت و در یک توئیت دیگر اعلام کرد: «رمضان ماه فتح و جهاد است.» و حمله به ایران صورت گرفت. چند روز پس از انتشار این پیام، با پایان یافتن این حملات در ظهر همان روز داعش بار دیگر از طریق شبکه‌های اجتماعی حضور خود را نشان داد و با انتشار بیانیه‌ای مسئولیت این حملات را پذیرفت.

## شرح حمله‌ها
دو حملهٔ همزمان در ساعت ۱۰:۳۰ و ۱۰:۴۰ در ساختمان مجلس شورای اسلامی و آرامگاه سید روح‌الله خمینی به وقوع پیوست.
| حمله به ساختمان مجلس شورای اسلامی | حمله به ساختمان مجلس شورای اسلامی                                                      | حمله به آرامگاه سید روح‌الله خمینی                                                                |
| --------------------------------- | -------------------------------------------------------------------------------------- | ------------------------------------------------------------------------------------------------ |
| ۱۰ تا ۱۲                          | ۳۰: ۱۰ – ورود یک گروه سه‌نفره به مجلس با کلاشنیکف و کلت                                 | ۴۰: ۱۰ – ورود گروهی دونفره از ناحیه غربی به حرم                                                  |
| ۱۰ تا ۱۲                          | ۴۲: ۱۰ - مستقر شدن نیروهای امنیتی و انتظامی پیرامون مجلس                               | ۰۰: ۱۱ – تیراندازی مهاجمان، مجروح شدن ۳ مأمور و کشته شدن یک کارگر                                |
| ۱۰ تا ۱۲                          | ۵۰: ۱۱ - ورود علی لاریجانی به مجلس                                                     | ۱۳: ۱۱ – حمله انتحاری یکی از مهاجمان در مقابل دروازه شبستان؛ باغبان کشته شده و ۲ نفر زخمی می‌شوند |
| ۱۰ تا ۱۲                          | ۰۰: ۱۲ - تیراندازی و درگیری مهاجمان با نیروهای امنیتی و تیراندازی‌ها به حیاط درونی مجلس | ۲۰: ۱۱ –مهاجمی دیگر پیش از منفجرکردن خود، توسط نیروهای امنیتی کشته می‌شود                         |
| ۱۰ تا ۱۲                          | ۰۰: ۱۲ - تیراندازی و درگیری مهاجمان با نیروهای امنیتی و تیراندازی‌ها به حیاط درونی مجلس | ۲۵: ۱۱ – دستگیری راهنمای زن                                                                      |
| ۱۲ تا ۱۴                          | ۲۷: ۱۲ - محاصره مهاجمان توسط نیروهای امنیتی در طبقه چهارم ساختمان نمایندگان            |                                                                                                  |
| ۱۲ تا ۱۴                          | ۵۶: ۱۲ – یکی از مهاجمان خود را در طبقه چهارم مجلس منفجر می‌کند                          |                                                                                                  |
| ۱۲ تا ۱۴                          | ۰۰: ۱۳ – تیراندازی مهاجمان از پنجره‌های طبقه چهارم مجلس به مردم حاضر در خیابان          |                                                                                                  |
| ۱۲ تا ۱۴                          | ۱۱: ۱۳ – پایان جلسه علنی مجلس                                                          |                                                                                                  |
| ۱۲ تا ۱۴                          | ۱۲: ۱۳ – درگیری در ضلع غربی ساختمان مجلس                                               |                                                                                                  |
| ۱۲ تا ۱۴                          | ۱۵: ۱۳ – گلوله تفنگ کلاشنیکف مهاجمان تمام می‌شود و با سلاح کمری شلیک می‌کنند             |                                                                                                  |
| ۱۲ تا ۱۴                          | ۳۹: ۱۳ – داعش، رسماً مسئولیت حمله‌ها را بر عهده می‌گیرد                                   |                                                                                                  |
| ۱۲ تا ۱۴                          | ۴۲: ۱۳ – تخلیه ساختمان مجلس                                                            |                                                                                                  |
| ۱۲ تا ۱۴                          | ۱۴: ۱۴ – کشته‌شدن دو مهاجم در مجلس                                                      |                                                                                                  |

### حمله به ساختمان مجلس
در حدود ساعت ۱۰:۳۰ دقیقه تیراندازی در در ورودی ساختمان مجلس شورای اسلامی آغاز شد و گزارش‌شده که چهار نفر با تیراندازی یکی از مهاجمان زخمی شده و روی زمین افتادند. سه نفر از زخمی‌ها از حفاظت و خدمه مجلس بوده و یک نفر نیز از شهروندانِ مراجعه‌کننده به مجلس بود. پس از زمانی کوتاه، بالگردهای نیروی انتظامی بر فراز مجلس به پرواز درآمدند و همهٔ درب‌های ورود و خروج مجلس بسته شد. در پی آن نیروهای امنیتی در راهروی اصلی ورودی مجلس حضور یافتند. بیرون مجلس نیز خیابان‌های منتهی به آن مسدود شدند و نیروهای امنیتی در آنجا حضور گسترده یافتند. مهاجمان مسلح به کلاشینکوف و سلاح کمری بوده‌اند.
بنا بر گزارش خبرگزاری تسنیم، «مهاجمان در پوشش مراجعه کنندگان از در شرقی مجلس که منتهی به سالن انتظار ملاقات کنندگان مردمی با نمایندگان است، قصد ورود داشته‌اند. نگهبانان درخواست بازرسی بسته همراه آنها را می‌کنند که منجر به درگیری می‌شود و آنها با تیراندازی به محافظان و مردم چند تن را کشته و زخمی می‌کنند. سپس، با عبور از در ورودی به حیاط مجلس وارد شده و به سمت ساختمان دفاتر نمایندگان (ساختمان هفت طبقه) می‌روند. به دلیل اینکه، مسیر ورودی به لابی مجلس توسط یک در فلزی به وسیله حفاظت مجلس بسته شده بود، آنها نمی‌توانند وارد ساختمان اصلی مجلس شوند. سپس، به ناچار از راه پله به محل دفاتر نمایندگان می‌روند و پس از مجروح کردن تعدادی از افراد در هر طبقه، در طبقه چهارم مستقر می‌شوند. حفاظت مجلس نیز موفق می‌شود دفاتر نمایندگان را تخلیه و آنها را در طبقه چهارم محاصره کند.»
کوروش کرم‌پور نماینده مردم فیروزآباد که با کلت با مهاجمان درگیر شده بود بیان کرد که مهاجمان می‌خواستند وارد صحن مجلس شوند، اما چون با نقشه ساختمان آشنا نبودند، به اشتباه وارد طبقات دفاتر نمایندگان شدند. آن‌ها از حیاط به سمت در شماره چهار رفتند. کوروش کرم‌پور نیز با اسلحه کمری یکی از نگهبانان که تیر خورده بود، به آن‌ها شلیک و آن‌ها را معطل می‌کند تا نیروهای امنیتی برسند. مهاجمان در نهایت در طبقات دو، سه و چهار محصور شدند.
ساعت ۱۲:۲۷ خبر رسید که مهاجمان در طبقه چهارم ساختمان دفاتر نمایندگان در محاصرهٔ نیروهای امنیتی قرار گرفته‌اند و نهایتاً کُشته شده‌اند. در این حمله‌ها، هیچ‌گونه صدمه‌ای به نمایندگان مجلس وارد نشد. گروهی که وارد ساختمان نمایندگان شد متشکل از سه تن بود.

### حمله به آرامگاه سید روح‌الله خمینی
ساعت ۱۰:۴۰ دو فرد ضارب از ناحیه غربی آرامگاه سید روح‌الله خمینی قصد ورود به صحن را داشتند. این افراد هر دو کمربند انفجاری به خود وصل کرده بودند و به محض ورود به آرامگاه، شروع به تیراندازی بی‌هدف کردند، در این حمله سه مأمور مجروح شدند و در انفجاری که در فضای سبز روی داد یک باغبان کشته شد؛ و پس از محاصره توسط نیروهای امنیتی یکی از این افراد مواد همراه خود را در مقابل دروازه شبستان منفجر کرد و فرد دوم در حال فرار توسط پلیس هدف گلوله قرار گرفته و کشته شد. یک راهنمای زن نیز زنده دستگیر شد.

## مسئولیت حمله‌ها
داعش در بیانیه‌ای مسئولیت این حمله‌ها را پذیرفت. در این بیانیه تأکید شده است که اعضای داعش به آرامگاه سید روح‌الله خمینی و ساختمان مجلس شورای اسلامی در تهران حمله کرده‌اند.
در پی آن ویدیوی کوتاهی دربارهٔ حمله به مجلس از سوی خبرگزاری اعماق منتشر شد که در آن دفتر به هم ریخته و فردی روی زمین دیده می‌شود و شخصی در صدای پس زمینه فیلم به عربی جملاتی را بیان می‌کند. این فرد می‌گوید: «آیا گمان می‌کنید ما رفتنی هستیم؟ ما جایی نمی‌رویم. برای همیشه اینجا هستیم.»
همچنین پس از یک روز خبرگزاری اعماق با نمایش ویدئویی، یک گروه پنج نفره با رهبری مردی سیاه‌پوش و نقابدار را نشان داد. مرد سیاه‌پوش به گمان زیاد سِریاس صادقی است. او به دو زبان عربی و کردی مسئولیت حملات را بر عهده می‌گیرد: «این پیامی از سربازان دولت اسلامی عراق و شام در ایران است، سربازان نخستین تیپ دولت اسلامی در ایران که به خواست خدا آخرین نخواهد بود. این تیپ نشان آغاز جهاد در ایران خواهد بود و ما برادران مسلمان را به همراهی فرا می‌خوانیم.» او در پایان سخنانش عربستان سعودی را هدف آینده خواند.
پس از انجام این حمله‌ها، داعش در یکی از نشریات خود موسوم به «نبأ» (به معنای خبر)، تصویری شبیه به یک پوستر از گردهمایی عاملان دو حمله را منتشر کرد. در این تصویرِ همراه با متن که در آن تروریستها دستان خود را به نشانه برادری روی یکدیگر قرار داده بودند، حملات «غزوه» خوانده شده و «مبارک» دانسته شده بودند. همچنین نوشته شده بود «پارلمان شرک آمیز رافضی‌ها» و «مرقد خمینی طاغوت» مورد حمله قرار گرفته است.

### عوامل حمله
طبق اعلام وزارت اطلاعات تمام مهاجمان ایرانی و اکثراً از نواحی غربی کشور بودند. آن‌ها پس از عضویت در داعش در یک گروه بزرگ به رهبری ابو عایشه برای انجام عملیات‌های تروریستی در شهرهای ایران در مرداد ۱۳۹۵ وارد کشور شدند، اما با کشف و انهدام این گروه تروریستی و کشته شدن ابو عایشه این هفت نفر در کشور متواری شدند. به دلیل برخی ملاحظات اجتماعی-امنیتی نام خانوادگی این افراد فاش نشده است. محمد جواد جمالی دبیر اول کمیسیون امنیت ملی و سیاست خارجی از احراز هویت زن تروریستی که در اختیار نیروهای امنیتی است خبر داد و بیان کرد که وی هیچ گونه نسبت خویشاوندی و قومیتی با دیگر تروریست‌ها نداشته و وظیفه‌اش هدایت افراد در انجام عملیات بود. وی بیان کرد که او اصالتی ایرانی داشته و اهل بخش‌های جنوبی ایران بود. طبق گفتهٔ او همدستان وی مربوط به نواحی غرب کشور بودند.
یکی از تروریست‌ها با نام سریاس صادقی اهل پاوه، کرمانشاه بود که حدود دو سال پیش در فهرستی از سوی حزب دموکرات کردستان همراه با چند تن دیگر متهم به تبلیغات آزادانه برای داعش در بین جوانان کرد مناطق غرب شده بودند. در صفحهٔ فیسبوک شخصی سریاس صادقی از سال ۲۰۱۵ میلادی دو تصویر موجود است که با تصویر منتشر شده وزارت اطلاعات همخوانی دارند. او از مهاجمانی بود که به آرامگاه سید روح‌الله خمینی یورش بردند و طی عملیات انتحاری خود را منفجر کرد و عکس سر جدا شدهٔ وی در محوطهٔ آرامگاه منتشر و بعدها هویت وی همراه عکس از سوی وزارت اطلاعات با نام سریاس در اختیار عموم قرار گرفت. نام کوچک دیگر تروریست‌ها ابوجهاد، رامین، قیوم و فریدون بود.
داعش نیروهای حمله‌کننده به پارلمان را عبدالرحمن ایرانی، ابوجهاد ایرانی و ابو ورده ایرانی و نیروهای حمله‌کننده به حرم را ابو عبدالله ایرانی و ابومحمد ایرانی معرفی کرد.

### ابهامات، تناقضات و اتهامات
حسین ذوالفقاری، معاون امنیتی وزارت کشور در تلویزیون ایران در پاسخ به اینکه چطور اسلحه‌ها از ورودی امنیتی مجلس رد شدند اعلام کرد که تروریست‌ها اسلحه‌ها را با لباس زنانه وارد مجلس کرده بودند اما ویدئوهای منتشر شده از دوربین‌های مداربسته در ورودی مجلس حاکی از لباس‌های زنانه نبود ولی در ویدئوی کوتاهی که خبرگزاری اعماق داعش از درون مجلس در روز حمله منتشر کرد حامل چند فریم (۶ فریم) بسیار کوتاه در آغاز ویدئو بود که لباس فیروزه‌ای زنانه و دست زنانه فیلمبردار را نشان می‌داد که ابهامات مربوط به این موضوع که آیا زنی با تروریست‌ها در مجلس همکاری داشته در خبرگزاری‌های داخلی ایران مانند تابناک، آفتاب‌نیوز یا وبگاه‌های متعدد دیگری نیز منعکس شدند.
۵ روز پس از حمله موشکی سپاه پاسداران به مواضع داعش در دیرالزور سوریه در انتقام حملات تروریستی تهران، مهدی فلاحتی در برنامه صفحه آخر صدای آمریکا، جمعه، ۳ مرداد ۱۳۹۶ به جزئیات ویدئوهای مجلس از جمله لباس مردانه تروریست‌ها در زمان ورود و دست زنانه فیلمبردار داعش در مجلس پرداخت و اینکه بعداً اعلام شد زنی در آرامگاه سید روح‌الله خمینی دستگیرشده است و همچنین یکی از تروریست‌ها در مقابل شهروندی که به اسلحه وی نزدیک می‌شود عکس‌العمل خشنی نشان نمی‌دهد. فلاحتی در مصاحبه با روح‌الله زم مدیر مسئول آمدنیوز با اشاره به حمله موشکی اخیر سپاه، به جزئیات به گفته روح‌الله زم ارتباطات مخفی روح‌الله زم با فرمانده ارتش سایبری ایران، محمدحسین تاجیک که تاجیک دربارهٔ همکاری اطلاعاتی سپاه با داعش به روح‌الله زم اطلاع‌رسانی می‌کرده پرداخت و اینکه قتل ناگهانی وی در خانه خودش شش ماه پیش از حملات تهران رخ داد که خبر کشته شدن وی در خبرگزاری‌ها و نشریات داخل ایران منعکس نشده بود اما العربیه، خبرگزاری تایمز اسرائیل، صدای آمریکا و برخی دیگر به این موضوع با عنوان «قتل مشکوک» یا قتل «به دست نهادهای اطلاعاتی» پرداخته بودند.

## تلفات
تعداد کشته‌شدگان در مجلس شورای اسلامی و حرم آیت‌الله خمینی ۱۷ نفر اعلام شده است. از این تعداد ۳ نفر زن و مابقی مرد هستند. ۶ نفر از ۷ مهاجم کشته شدند؛ ۴ تن آنان در مجلس و ۲ تن در آرامگاه. سه نفر از مهاجمان در مجلس و آرامگاه خود را منفجر کردند و ۳ نفر دیگر به دست مأموران امنیتی و انتظامی کشته شدند. یکی از مهاجمان در آرامگاه بازداشت شد. اسامی کشته شدگان به شرح زیر است:
- مهدیه هراتی: استاد دانشگاه علمی-کاربردی لرستان و از فعالان مدنی «انجمن پایان کارتن‌خوابی» لرستان بود که برای دیدار نماینده خود دربارهٔ مشکلات اجتماعی مراجعه کرده بود و در شبکه‌های اجتماعی مورد توجه قرار گرفت.[۵۹][۶۰][۶۱]
- هانیه اکبریان پیردوستی[۶۰]
- مازیار سبز علیزاده توسه کَلِه
- حسین جلالی راد
- حسین بنی اردلان
- صیاف علی همتی
- علی جواد زارع
- علی توده فلاح
- احسان آقاجانی معمار
- سید مهدی تقوی: روحانی، مدیرعامل خبرگزاری قرآنی ایران (ایکنا)
- مراد حسین چهار محالی
- جواد تیموری
- حمید امدادی
- جعفر جعفرزاده
- علی قلی‌زاده
- سیدرضا ثابتی
- فاطمه رنجبری‌زاده تمبانویی

حسینعلی حاجی‌دلیگانی نماینده مردم شاهین‌شهر در مجلس شورای اسلامی بیان کرد که فیلمی که داعش از داخل مجلس منتشر کرده بود متعلق به دفتر وی است و دو فرد کشته‌شده مسئول دفتر او و یکی از مراجعین وی بودند.»

## واکنش‌های داخلی
- سید علی خامنه‌ای رهبر ایران، در دیدار با جمعی از دانشجویان در روز حادثه حملات مسلحانه تهران را «ترقه بازی» توصیف کرد و گفت که چنین اقداماتی «کوچک‌تر از آن هستند که بتوانند در اراده ملت ایران و مسئولین کشور اثری بگذارند». وی دو روز بعد[۶۳][۶۴] در پیام تسلیت خود از کشته‌شدن «تعدادی از عزیزان روزه‌دار و زخمی شدن جمع بیشتری» ابراز تاسف کرد و آن را «کینه و دشمنی خباثت آلود مزدوران استکبار با ملت شریف ایران و با هر آنچه مربوط به انقلاب و نظام اسلامی» خواند. وی همچنین گفت که نتیجه این حمله «چیزی جز افزایش نفرت از دولت‌های آمریکا و عوامل آنان در منطقه همچون سعودی نیست».
- حسن روحانی رئیس‌جمهور ایران در پیام تسلیت خود نوشت: «طبیعی است که بدخواهان ایران اسلامی این افتخار آفرینی‌ها و همبستگی حاکمیت، دولت و ملت را برنتابند و با اجیر کردن و حمایت از عناصر متحجر و تکفیری تلاش کنند تا شکست‌های منطقه‌ای، فروپاشی ارزش‌های اسلامی و نارضایتی‌های جوامع خود را پنهان سازند.»
- سید حسن خمینی در پیام تسلیت خود نوشت: «در این میان لازم می‌دانم به خانواده عزیز مازیار سبزعلی زاده که در حال خدمت در آرامگاه امام کشته‌شد، تسلیت مخصوص عرض کنم و برای همسر و فرزندانش آرزوی سعادت و صبر نمایم.»[۶۲]
- محمدجواد ظریف وزیر امور خارجه ایران که برای دیداری رسمی به ترکیه سفر کرده بود، در آیین استقبال از وی در فرودگاه اسن بوغای ترکیه، با اظهار تاسف از حادثه تروریستی در تهران گفت: «تروریسم مشکلی است که در سطح منطقه خاورمیانه و جهان با آن مواجه هستیم. به لحاظ امنیتی و اقدامات تروریستی شرایط بسیار بدی در منطقه حاکم است. این اقدام را محکوم می‌کنیم.»[۶۵]

ظریف در پیامی توئیتری با اشاره به سخنان محمد بن سلمان، وزیر دفاع عربستان که گفته بود: «ما منتظر نمی‌مانیم تا آنان جنگ را به داخل خاک عربستان سعودی بکشانند، بلکه تلاش ما این است که این نبرد در داخل ایران روی دهد و نه در عربستان.» نوشت:
«حاکمان حامی تروریسم تهدید کردند درگیری را به میهن ما بکشانند. عاملین به آنچه اربابانشان بیشتر ازآن متنفرند حمله می‌کنند: صندلی دموکراسی.»
- محسن رضایی در صفحه اینستاگرام خود در یادداشتی تحت عنوان «تروریسم کور در تهران»، نوشت: «سه سال از شروع اقدامات تروریستی در منطقه و اروپا می‌گذرد. مهاجمان در اکثر اقدامات خود موفق شده‌اند. در پاکستان، افغانستان، فرانسه، آلمان و انگلیس صدها نفر را کشته و چندهزار نفر را زخمی کرده‌اند. آنها بارها تصمیم به نفوذ در ایران گرفته ولی هر بار قبل از اقدام دستگیرشده‌اند. با اقدام امروزشان آنها را هر کجا که باشند، به شدت تنبیه خواهیم کرد.»
- سپاه پاسداران با صدور بیانیه، اعلام کرد «ریخته شدن هیچ خون پاکی را بدون انتقام نمی‌گذاریم و برای حفاظت از جان مردم لحظه‌ای درنگ نخواهیم کرد»[۶۵] و همچنین عربستان سعودی و آمریکا را مسئول این حملات دانست.[۱۱]
- سرتیپ شاهین تقی‌خانی سخنگوی ارتش جمهوری اسلامی ایران اعلام کرد نیروهای ارتش علی‌رغم آماده‌باش کامل در عملیات ضدتروریستی تهران نقش و دخالتی نداشتند؛ چراکه شرایط تحت کنترل نیروهای اطلاعاتی و امنیتی بوده است.[نیازمند منبع]

### اطلاعیه وزارت کشور
وزارت کشور ایران در اطلاعیه‌ای جزییات حمله‌های تهران را توضیح داد:
دو تیم تروریستی در روز جاری به صورت همزمان در حاشیه آرامگاه امام و ساختمان اداری مجلس شورای اسلامی، با تحرکات تروریستی تلاش کردند فضای آرام و امنیت موجود در کشور را تحت‌الشعاع قرار دهند. تیم تروریستی اول متشکل از دو نفر حوالی ساعت ۱۰:۳۰ امروز وارد محوطه آرامگاه امام شد. نفر اول با انفجار انتحاری و نفر دوم پس از تیراندازی کور در درگیری با مأموران کشته‌شد. تیم تروریستی دوم متشکل از چهار نفر همزمان با عملیات تیم اول سعی کرد وارد ساختمان اداری مجلس شورای اسلامی شود که پس از واکنش مأموران؛ یک نفر از آنان در انفجار انتحاری و سه نفر دیگر پس از تیراندازی‌های کور و تلاش برای حضور در طبقات فوقانی ساختمان اداری مجلس شورای اسلامی، در درگیری با مأموران کشته‌شدند. در مجموع بر اساس گزارش‌های دریافتی در دو واقعه روز جاری، تعداد۱۳ نفر کشته‌شده و۴۱ نفر نیز زخمی می‌شوند.

### توضیحات ناجا
مرکز اطلاع‌رسانی پلیس اعلام کرد:
صبح امروز تروریستهایی قصد ورود به آرامگاه امام خمینی و کلانتری آرامگاه را داشتند که با ضرب گلوله تک‌تیراندازان پلیس ناکام ماندند. یکی از تروریستها پس از اصابت گلوله، خود را منفجر کرده که در پی این اقدام به کسی آسیب نرسید. تروریست دیگری که اقدام به تیراندازی به سمت مردم کرده بود، با ضربه گلوله‌ای به سرش از پای درآمده و قبل از منفجر کردن خودش تحت کنترل قرار گرفت که از این فرد مقادیری نارنجک و مواد منفجره کشف و ضبط شد. در این میان یکی از مأموران پلیس زخمی شد که حال عمومی وی کاملاً مساعد است. در حال حاضر نیز نیروهای انتظامی در محل حضور داشته و اوضاع محدوده را کاملاً در دست دارند ضمن اینکه عوامل سپاه انصار نیز که مسوولیت حراست و حفاظت از آرامگاه امام خمینی را بر عهده دارند در محدوده مستقر می‌باشند.
نیروی انتظامی با اشاره به حوادث رخ داده در مجلس شورای اسلامی نیز اظهار کرد:
مأموران یگان‌ویژه پلیس که به نوپو مشهور بودند در محل حضور داشته و در کنار عوامل سپاه وارد عمل شدند. عوامل پلیس در این محدوده مستقر بوده و محدوده‌های منتهی به مجلس شورای اسلامی نیز کاملاً تحت کنترل است.
حسین ساجدی‌نیا، فرمانده پلیس تهران، در گفتگویی پس از اشاره به همکاری نیروهای یگان‌ویژه و نوپو با نیروهای سپاه، گفت: «هر دو عامل انتحاری که برای اقدامات تروریستی در حرم مطهر حضور یافته بودند مجهز به جلیقه انتحاری بودند و پس از ورود از در غربی، یک نفر را به ضرب گلوله به شهادت رساندند و با توجه به صدای شلیک، همکاران ما مطلع شده و با آنها درگیر می‌شوند که پس از تیراندازی شدید مهاجمان به سمت نیروهای پلیس، همکاران ما موفق می‌شوند یکی از تروریست‌ها را قبل از اینکه مجال انفجار یابد به هلاکت برسانند.» او همچنین بیان داشت که «در این حادثه عامل تروریستی دیگر نیز در شرایطی که قصد انفجار خود در میان مأموران را داشت با ضرب گلوله همکاران ما از پا درآمد و احتمالاً برخورد گلوله با جلیقه انتحاری او باعث شد تا جلیقه منفجر شود.» ساجدی‌نیا حملات را در مردم بی‌تأثیر دانسته و اعلام کرد بر اساس آمارها، مراجعات و استفاده از مترو و مراکز خرید کاهش نیافته است. او در توضیح دستگیری یک زن در ارتباط با حملات، «صحبت کردن وی به زبان عربی با تروریستها» را عامل شک مردم به او و معرفی وی به پلیس اعلام کرد. مرکز اطلاع‌رسانی ناجا اعلام کرد دو شخص مرتبط با حملات در شهر روانسر استان کرمانشاه دستگیرشده‌اند.

### تدابیر امنیتی جدید برای ساختمان مجلس
اکبر رنجبرزاده عضو هیئت‌رئیسه مجلس شورای اسلامی با بیان اینکه برای پیشگیری از حوادث تروریستی در مجلس فضاهای جدید امنیتی تعبیه می‌شود، گفت:
در بحث امنیت فیزیکی ورودی‌های مجلس تا چند روز آینده تغییراتی ایجاد می‌شود. وی با بیان اینکه جلسات مکرری با دستگاه‌های امنیتی دربارهٔ تغییرات در بحث امنیت فیزیکی مجلس انجام شده، ادامه داد: با شورای عالی امنیت ملی نیز رایزنی‌های لازم انجام شده و پیشنهادهایی نیز از سوی این شورا ارائه شده است.

### شایعه‌ها
با انتشار خبری مبنی بر عدم استفاده از وسائل نقلیه عمومی و مترو سازمان اطلاعات ایران اطلاعیه ای مبنی بر تکذیب این اطلاعیه صادر کرد و از مردم خواست که به این شایعات توجه نکنند و اطلاعیه‌های این سازمان را فقط از طریق سایت وزارت اطلاعات ایران دریافت کنند.

## واکنش‌های بین‌المللی

### واکنش‌های رسمی
- آنتونیو گوترش، دبیرکل سازمان ملل متحد این حمله‌های تروریستی در تهران را به شدت محکوم کرد. او گفت: تمامی کشورها باید با رعایت ارزش‌های جامعهٔ جهانی، در مبارزه علیه تروریسم همکاری کنند. گوترش همچنین وقوع حملات تروریستی در تهران را به مردم و مقام‌های ایران تسلیت گفت.
- آنتونیو تاجانی، رئیس پارلمان اروپا در صفحهٔ شخصی خود در توئیتر نوشت: من با رئیس پارلمان و مردم ایران ابراز همبستگی می‌کنم.[۷۱]
- فدریکا موگرینی، مسئول سیاست خارجی اتحادیه اروپا در واکنش به این حملات تروریستی گفت: امروز هم روزی بسیار غم‌انگیز است. اخبار حملات را به دقت دنبال می‌کنم. امروز با ظریف در تماس خواهم بود.[۷۲] موگرینی در تماسی تلفنی با محمد جواد ظریف وزیر امور خارجهٔ ایران ضمن محکومیت حوادث تروریستی امروز تهران، با جمهوری اسلامی ایران ابراز همدردی و اعلام همبستگی کرد.[۷۱]
- ولادیمیر پوتین، رئیس‌جمهور روسیه در پیامی ضمن ابراز همدردی با حسن روحانی اعلام کرد که این حادثه تمایل روسیه و ایران را برای تقابل مشترک با تروریسم تشدید خواهد کرد.[۷۲]
- بشار اسد، رئیس‌جمهور سوریه در تماسی تلفنی با حسن روحانی تأکید کرد که سوریه در مبارزه با تروریسم در کنار ایران خواهد بود. اسد ضمن تأکید بر همبستگی کامل خود با دولت و ملت ایران، گفت: متوسل شدن تروریست‌ها و اربابانشان به این شیوه‌های بزدلانه نشان‌دهندهٔ شکست آن‌ها در ضربه‌زدن به ایران و ملت این کشور است.
- فؤاد معصوم، رئیس‌جمهور عراق با ارسال تلگرافی، ضمن تسلیت به حسن روحانی، حملات تروریستی در تهران را به شدت محکوم کرد. رئیس‌جمهور عراق ضمن آرزوی شفای فوری برای مجروحان، تأکید کرد: ما بار دیگر آمادگی کامل خود برای همکاری با ایران به‌منظور از میان‌بردن خطر تروریسم تأکید می‌کنیم.[۷۱]
- سرگئی لاوروف، وزیر امور خارجهٔ روسیه پس از گفتگو با آلفونسو داستیس همتای اسپانیایی خود اعلام کرد حملات تروریستی که در ایران روی داد، تأیید می‌کند که تروریسم بین‌المللی گسترش بی‌سابقه‌ای داشته است. وی افزود: «در بحبوحهٔ افزایش بی‌سابقهٔ تروریسم بین‌الملل، تقاضا برای فعالیت این گروه بالاست. تروریسم آرام نمی‌نشیند و این موضوع هر روز تأیید می‌شود از جمله با حملهٔ تروریستی امروز در ایران.»[۷۲]
- ژان-مارک ارو وزیر امور خارجهٔ فرانسه در یک گفتگوی تلفنی با محمدجواد ظریف ضمن محکومیت شدید حوادث تروریستی تهران مراتب همدردی و همبستگی فرانسه را با دولت و ملت ایران ابراز کرد.
- بوریس جانسون وزیر خارجهٔ انگلیس با صدور بیانیه‌ای این حملات تروریستی را محکوم کرده و با خانواده‌های جان‌باختگان این حادثه ابراز همدردی کرد. در این بیانیه آمده است: ما با مردم ایران پس از این حملهٔ تروریستی نفرت‌انگیز ابراز همدردی می‌کنیم. اکنون زمان اتحاد علیه این آفت (داعش) است.
- هدر ناوئرت سخنگوی وزارت امور خارجهٔ آمریکا حملات تروریستی در تهران را محکوم کرد. ناوْئِرت گفت: «در پی حمله‌های تروریستی در تهران، آمریکا با مردم ایران احساس همدردی کرده و برای درگذشتگان آن‌ها دعا می‌کند.» وی همچنین به مردم و مقام‌های ایران این حوادث تروریستی را تسلیت گفت.
- رئیس‌جمهور آمریکا در بیانیه‌ای گفت برای مردم ایران و خانواده‌های قربانیان دعا می‌کند و تأکید کرد «دولت‌هایی که از تروریسم حمایت کنند این ریسک را متقبل می‌شوند که قربانی شرارتی شوند که آن را ترویج می‌کنند.[۷۳][۷۴] محمدجواد ظریف، در پیامی توییتری، بیانیهٔ کاخ سفید را «نفرت‌انگیز» خواند و به تصویب تحریم‌هایی نو در سنای آمریکا علیه ایران پس از این رخداد اعتراض کرد و نوشت: «[انتشار] بیانیهٔ نفرت‌انگیز کاخ سفید و تحریم‌های سنا در حالیکه ایران با اقدامات تروریستی مورد حمایت افراد وابسته به آمریکا مقابله می‌کند روی داده است. مردم ایران چنین ادعای دوستی آمریکا را نمی‌پذیرند».[۷۵]
- کریستیا فریلند، وزیر امور خارجهٔ کانادا در بیانیه‌ای که در روز چهارشنبه منتشر کرد گفت: «کانادا حملات تروریستی امروز در ایران را، شامل آنچه در مجلس‌شان رخ داد، به شدت محکوم می‌کند.»[۷۶][۷۷]
- کارل بیلت نخست‌وزیر پیشین سوئد و عضو کمیتهٔ روابط خارجی اتحادیهٔ اروپا نوشت: «ایران دشمن سرسخت داعش است. ایران در عراق و سوریه به‌عنوان بخشی از جنگ با آن‌ها حضور دارد. این حمله، حمایت داخلی را بیشتر خواهد کرد.»[۶۲]
- بورگه برنده وزیر امور خارجهٔ نروژ با انتشار عکسی از خود و محمد جواد ظریف و با منشن کردن او در توییتر ابراز داشت: «من حملات وحشتناک امروز در تهران را محکوم می‌کنم. عمیق‌ترین تسلیت‌های خود را به قربانیان، خانواده‌های آن‌ها و همهٔ ایرانیان ابراز می‌دارم.»
- انجلینو الفانو، وزیر امور خارجهٔ ایتالیا گفت: «ایتالیا با نگرانی تحولات مربوط به حملات تروریستی در ایران را دنبال و با قدرت و به شدت آنچه که روی داده است را محکوم می‌کند». وی افزود: «ایتالیا با قربانیان تروریسم جهانی که به همه‌جا ضربه وارد کرده‌اند و ارزشی برای جان انسان‌ها قائل نیستند، ابراز همبستگی و نزدیکی می‌کند».[۷۲]
- عادل الجبیر وزیر خارجهٔ عربستان سعودی به حوادث تروریستی این روز در تهران واکنش نشان داد و گفت: هیچ مدرکی دال بر اینکه افراط‌گرایان عربستانی در حملهٔ تهران دست داشته‌اند وجود ندارد. وی همچنین عنوان کرد: عربستان حملات تروریستی را هر کجا که باشد محکوم می‌کند.
- نبیه بری، رئیس مجلس لبنان تأکید کرد حملات تهران باعث تقویت ارادهٔ ایران برای نابودی تروریسم خواهد شد.[۷۲]
- مولود چاووش اوغلو، وزیر خارجهٔ ترکیه در پیام توییتری خود ضمن محکوم کردن حادثهٔ تروریستی تهران اعلام کرد: من قویاً حملات تروریستی امروز در ایران را محکوم می‌کنم. ترکیه موضع مستحکم خود در مبارزه علیه تروریسم را حفظ خواهد کرد.[۷۱]
- وزارت خارجهٔ سوریه عملیات‌های تروریستی ایران را به شدت محکوم کرد. در بیانیهٔ وزارت خارجهٔ سوریه آمده است: سوریه ضمن اعلام همبستگی کامل با رهبری، دولت و ملت برادر جمهوری اسلامی ایران، به خانواده‌های قربانیان تسلیت می‌گوید.[۷۱]
- وزارت خارجهٔ قطر در بیانیه‌ای حملات تروریستی تهران را محکوم کرد. این بیانیه به دولت و ملت ایران و خانواده‌های قربانیان تسلیت گفت و شفای عاجل مجروحان را خواستار شد. وزارت خارجهٔ قطر تأکید کرد که موضع این کشور همچنان ثابت و تأکید بر پایان دادن به خشونت و مخالفت با هرگونه اقدامات تروریستی و جنایتکارانه است.[۷۸]
- ولید معلم وزیر امور خارجهٔ سوریه اعلام کرد سوریه حملات تروریستی را که امروز در ایران صورت گرفت، به شدت محکوم می‌کند و سوریه همبستگی کامل خود را با مسئولان، دولت و مردم جمهوری اسلامی ایران ابراز می‌دارد و صادقانه‌ترین مراتب تسلیت و همدردی خود را به خانواده‌های قربانیان تقدیم می‌دارد.[۷۲]
- وزارت امور خارجهٔ پاکستان در بیانیه‌ای رسمی با محکوم کردن این حملات تروریستی در تهران، همبستگی خود را با مردم و دولت ایران اعلام کرد. در این بیانیه آمده است: دولت و مردم پاکستان عمیقاً به دولت و مردم ایران به ویژه خانواده‌های قربانیان این حادثه تسلیت می‌گوید و برای بهبودی سریع زخمی‌های این حملات آرزوی سلامتی از درگاه خداوند دارد.[۷۲]
- ارگ ریاست‌جمهوری افغانستان با انتشار خبرنامه‌ای حملات در تهران را محکوم کرده و با دولت و ملت ایران «ابراز همدردی» کرده است. در این خبرنامه آمده است: «افغانستان درد و رنج مردم دوست و همسایه را احساس می‌کند و حمله‌های تروریستی در تهران را با شدیدترین الفاظ محکوم می‌کند. تروریستان از کابل تا تهران و لندن، شهروندان غیرنظامی را هدف قرار داده و دشمنی خویش را با تمدن و بشریت به نمایش گذاشته‌اند. افغانستان از سال‌ها بدین سو درخط مبارزه با تروریسم قرار داشته است. ما انتظار داریم که همهٔ کشورها به‌خصوص همسایه‌های افغانستان، خطر تروریسم را جدی گرفته و علیه این گروه‌ها و پناهگاه‌های آن به صورت جدید مبارزه کنند.»[۶۲]
- حزب‌الله لبنان با صدور بیانیه‌ای به اقدامات تروریستی که مجلس شورای اسلامی و آرامگاه امام خمینی را هدف قرار داد، واکنش نشان داد و آن را محکوم کرد. در این بیانیه آمده است: حزب‌الله این جنایت تروریستی که دستان شرور در تهران پایتخت ایران مرتکب شدند، محکوم می‌کند. این جنایت تلاشی برای خدشه وارد کردن به امنیت و ثبات جمهوری اسلامی و تأثیر بر تصمیمات اصولی و ثابت آن در حمایت از جنبش‌های مقاومت در منطقه است.
- سلطنت عمان حملات را محکوم کرد.[۷۹]
- دولت برزیل، حملات تروریستی را محکوم کرد.[۸۰]
- وزیر امور خارجهٔ اتریش حملات را محکوم کرد و به خانواده و دوستان قربانیان تسلیت گفت.[۸۱]
- وزارت امور خارجهٔ الجزایر حملات را محکوم کرد.[۸۲]
- وزارت امور خارجهٔ لیتوانی حملات هفدهم خرداد در تهران را محکوم کرده و تسلیت گفت.[۸۳]
- هلند حملات تروریستی روز چهارشنبه در تهران را به شدت محکوم کرد. برت کوندرس مراتب تسلیت دولت هلند را به خانواده‌های قربانیان این حوادث اعلام کرد.[۸۴][۸۵]

### دیگران
```
رضا پهلوی
، رهبر 
شورای ملی ایران
 در پیامی حملات در تهران را محکوم کرد.
[
۸۶
]
```

- ریچارد هاس، رئیس شورای روابط خارجی ایالات متحده آمریکا در واکنش به حملات تروریستی تهران گفت: «محکوم کردن تروریسم نباید گزینشی باشد. باید تروریسم در تهران را محکوم کنیم همان‌طور که حملات در اروپا را محکوم کردیم.»[۷۲]
- مریم رجوی، رهبر سازمان مجاهدین خلق ایران، در پیامی حملات «تروریستی» روز چهارشنبه، ۱۷ خردادماه، در تهران را محکوم کرد.[۸۶]
- جریان وفاء اسلامی بحرین حملات تروریستی تهران را محکوم کرد.[۸۷]
- به دستور آن هیدالگو، شهردار پاریس، چراغ‌های برج ایفل پنجشنبه‌شب ۱۸ خرداد به احترام قربانیان حملات مرگبار تهران خاموش شدند.[۸۸]
- جان تری شهردار تورنتو در حساب توییتر خود نوشت نشان تورنتو در نیمه شب نهم ژوئن برای همدردی با شهر تهران و ادای احترام به قربانیان حادثه تروریستی تاریک خواهد شد.[۸۹]
- نمایندگی ژاپن در سازمان ملل در صفحهٔ توئیتر نوشت: شورای امنیت سازمان ملل به احترام جان‌هایی که در حمله تروریستی تهران گرفته شد، یک دقیقه سکوت کرد.

### رسانه‌ها
- روزنامهٔ اینترنتی رأی الیوم در سرمقاله خود پیرامون حوادث تهران می‌نویسد:

دو حملهٔ تروریستی در تهران رخ داد، یکی حمله به پارلمان و دیگری حملهٔ انتحاری در مرقد امام خمینی. آیا این حملات آغازی برای انتقال جنگ به عمق ایران است؟ و آیا گروه داعش عامل واقعی آن بود؟ رابطهٔ این دو حمله با بحران رو به وخامت میان قطر و عربستان سعودی چیست…؟
بعید نمی‌دانیم عربستان، عامل و حامی اصلی حملات تروریستی دیروز تهران باشد و از نظر مالی و تسلیحاتی این طرح را تأمین کرده و با چراغ سبز آمریکا بوده است؛ بنابراین جنگ آغاز شده است و راهی جز گسترش آن در بیشترین حد ممکن وجود ندارد. منطقهٔ خلیج فارس با دو بخش عربی و فارسی‌اش در آستانهٔ یک زلزلهٔ امنیتی و نظامی بزرگی قرار گرفته است و نخستین نشانه‌های آن را در بحران قطر و عربستان سعودی و پیش از آن در بحران یمن دیده‌ایم و رویدادهای آینده نیز بزرگ‌تر خواهد بود.
- فرانس ۲۴ حملات تهران را در صدر خبرهای خود قرار داده و می‌نویسد: سپاه پاسداران معتقد است این عملیات تروریستی از سوی عربستان و آمریکا صورت گرفته و سپاه به زودی انتقام کشته‌شدگان مظلوم این حادثه را خواهد گرفت. این خبرگزاری در ادامه می‌نویسد: عادل الجبیر وزیر خارجهٔ عربستان اتهامات ایران در دخالت عربستان در حملات تروریستی را رد کرده و گفته هیچ دلیلی مبنی بر دخالت عربستان در این حملات وجود ندارد.[۹۱]
- یورو نیوز با درج گزارشی با عنوان «نخستین حملهٔ داعش به ایران» به تفصیل به بررسی ابعاد این حملات پرداخت. در بخشی از این گزارش آمده: سپاه پاسداران به نقش عربستان و آمریکا در حملات تهران اشاره کرده و گفته است، انتقام ۱۲ کشته و ۳۹ مجروح این حادثه را خواهد گرفت.[۹۱]
- روزنامه گاردین در گزارشی در خصوص حملات تروریستی تهران نوشت: در هیچ‌یک از حملات تروریستی پیشین که در نقاط مختلف جهان صورت گرفته بود همدلی و هماهنگی مردم در شبکه‌های اجتماعی تا این اندازه دیده نمی‌شد و حملات تروریستی تهران برای نخستین‌بار نشان داد کاربران ایرانی تا چه اندازه با یکدیگر همصدا هستند.»[۹۲]
- سایت خبری الیم در گزارشی اعلام کرد در جریان عملیات‌های بسیاری که وزارت اطلاعات داشته توانسته چند تیم تروریستی با مقدار قابل توجهی تجهیزات ساخت بمب کشف کند که این تیم‌ها قصد داشتند در ۵۰ نقطه از تهران، عملیات بمب‌گذاری و انتحاری انجام دهند.

## بازتاب
شبکه‌های بین‌المللی در ساعت‌های اولیه به پوشش زنده حملات تروریستی تهران پرداختند. سی ان ان برنامه روتین خود را قطع کرد و اخبار و تصاویر این حادثه را پوشش داد. رویترز، گاردین، الجزیره، بی‌بی‌سی، یورو نیوز، سی‌ان‌ان، ایندیپندنت، یواِس‌ای تودی، دیلی‌اکسپرس، راشا تودی و واشینگتن‌پست از جمله رسانه‌ها و شبکه‌های خبری بودند که به پوشش لحظه به لحظه از آخرین تحولات این حادثه در ایران می‌پرداختند. وب سایت روزنامه واشینگتن پست آمریکا در گزارشی دربارهٔ حوادث تروریستی در تهران نوشت: این حملات تروریستی دو محل نمادین در قلب سیاسی ایران را هدف گرفته است. ایران پیش از این نیز شاهد برخی حملات تروریستی بوده است اما این نخستین بار است که پایتخت امن این کشور این‌گونه مورد حمله ترویستی قرار می‌گیرد.

### بازتاب ویژه در توییتر
دقایقی پس از مخابره حوادث تهران، سیاستمداران و فعالان اجتماعی با انتشار پست‌هایی در توییتر به حادثه تهران واکنش نشان دادند. با گذشت چند ساعت هشتگ «ایران» به ترند اول جهان و هشتگ «تهران» به ترند هفتم توییتر تبدیل شد.

### عملکرد صدا و سیما
العالم و پرس تی‌وی اولین شبکه‌های صداوسیما بودند که به پخش تصاویری از حادثه تروریستی در مجلس و آرامگاه سید روح‌الله خمینی اقدام کردند. این در حالی است که شبکه خبر به پخش تصاویر زنده از صحن علنی مجلس، رویکرد آرامش‌بخشی به مخاطبان را در دستور کار قرار داد و در زیرنویس‌های این شبکه هم این رویکرد به وضوح دیده می‌شد. همچنین با گذشت حدود سه ساعت از حادثه حمله تروریستی به ساختمان مجلس و آرامگاه سید روح‌الله خمینی، شبکه خبر با درج زیرنویس‌هایی مانند، نمایندگان ملت کار عادی خود را ادامه می‌دهند و در حال بررسی دستور جلسه امروز هستند و مسئولان نظامی و امنیتی تأکید کردند که اوضاع تحت کنترل است را به‌طور مداوم تکرار می‌کرد. شبکه‌های سراسری هم در رویکردی متفاوت از شبکه‌های خبری صداوسیما تا بخش خبری ساعت ۱۴ شبکه یک سیما، به هیچ عنوان به این خبر نپرداختند. این عملکرد صدا و سیما که به سکوت تلویزیون در مقابل این حادثه بزرگ در پایتخت ایران منجر شد مورد انتقاد شدید رسانه‌های مکتوب و سیاستمداران و فعالان رسانه‌ای قرار گرفت.

## اُفت شاخص بورس تهران
در پی عملیات تروریستی هولناک در تهران شاخص بورس با حدود پانصد واحد کاهش به زیر هشتاد هزار سقوط کرد. در جریان دادوستدهای بازار سرمایه تعداد ۶۵۱ میلیون سهم و حق‌تقدم به ارزش ۱۶۲ میلیارد تومان در ۵۰ هزار نوبت مورد دادوستد قرار گرفت و شاخص بورس با افت ۵۳۵ واحدی در ارتفاع ۷۹ هزار و ۷۵۸ واحد قرار گرفت.